# Mladen Lorković
Mladen Lorković (ur. 1 marca 1909 w Zagrzebiu, zm. w kwietniu 1945 w więzieniu Lepoglava) – chorwacki polityk, historyk i prawnik.

## Edukacja
Syn chorwackiego polityka Ivana Lorkovicia. Uczył się w gimnazjum w Zagrzebiu, gdzie związał się z Chorwacką Partią Prawa i wstąpił do Ruchu Młodzieży Chorwackiej. Studia prawnicze rozpoczął na uniwersytecie w Zagrzebiu, ale ukończył je na uniwersytecie w Innsbrucku. Doktorat obronił na Uniwersytecie Berlińskim, na podstawie rozprawy o powstaniu państwa jugosłowiańskiego, pod kierunkiem Maxa Hildeberta Boehma. Po ustanowieniu dyktatury królewskiej w Jugosławii w 1929 Lorković znalazł się pod obserwacją policji, jako przeciwnik reżimu. W listopadzie 1929 wydano nakaz aresztowania Lorkovicia, ale udało mu się uciec do Austrii, a stamtąd do Niemiec.

## Działalność polityczna na emigracji
Lorković był zwolennikiem stworzenia jednego ugrupowania politycznego, grupującego wszystkich polityków chorwackich i podjęcie starań o secesję Chorwacji z państwa jugosłowiańskiego. W październiku 1934 złożył przysięgę ustaszowską i został mianowany komendantem ustaszy w Niemczech, a po zamachu na króla Aleksandra komendantem wszystkich ustaszy, działających poza obszarem Włoch. W 1935 został zatrzymany w Niemczech, ale władze niemieckie nie zgodziły się na ekstradycję Lorkovicia do Jugosławii. W 1937 został ponownie aresztowany i przesłuchiwany przez Gestapo. Wkrótce potem opuścił Niemcy i przeniósł się na Węgry.

## Powrót do kraju
W 1939 Lorković powrócił do kraju i podjął pracę w piśmie Hrvatski narod. Równolegle pisał dla nielegalnego pisma Hrvatska pošta W 1939 opublikował pracę Naród chorwacki i jego terytorium (Narod i zemlja Hrvata), w której dowodził, że wszyscy bośniaccy muzułmanie należą do narodu chorwackiego. W 1940 został aresztowany przez policję i osadzony w więzieniu Lepoglava, a następnie w Krušćicy k. Viteza. 31 marca 1941 znalazł się w gronie sygnatariuszy deklaracji, w której Ustasze domagali się powstania niezależnego państwa chorwackiego.

## Niezależne Państwo Chorwackie
Po zajęciu terytorium Chorwacji przez Niemcy Lorković znalazł się w gronie osób tworzących pierwsze chorwackie struktury władzy, współpracujące z Niemcami. 16 kwietnia 1941 został mianowany sekretarzem ministerstwa spraw zagranicznych, którym kierował osobiście Ante Pavelić. Do 1943 był także łącznikiem pomiędzy rządem Pavelicia, a Edmundem Glaise von Horstenau, przedstawicielem Niemiec w NDH. 9 czerwca 1941 zastąpił Pavelicia na stanowisku ministra spraw zagranicznych.
W przemówieniu wygłoszonym 27 lipca 1941 Lorković przedstawiał własną wizję historii Jugosławii, twierdząc, że w okresie międzywojennym Serbowie prześladowali i mordowali tysiące chorwackich chłopów. Był przeciwnikiem ingerencji Włochów w sprawy wewnętrzne NDH. Włosi próbowali skompromitować Lorkovicia w oczach Niemców twierdząc, że udzielał pomocy chorwackim komunistom, z którymi utrzymywał regularne kontakty.
23 kwietnia Lorković został usunięty ze stanowiska po dymisji rządu Ivo Kolaka. Nadal jednak pozostał bliskim współpracownikiem gen. Edmunda Glaise von Horstenau i pośredniczył w kontaktach z Niemcami. W tym czasie prowadził rozmowy z Chorwacką Partią Chłopską, planując stworzyć nowy rząd bez Pavelicia. Zanim doszło do realizacji porozumienia, Pavelić powołał nowy rząd z Nikolą Mandiciem na czele.
W październiku 1943 Lorković objął tekę ministra spraw wewnętrznych, a w kwietniu 1944 powrócił na stanowisko ministra spraw zagranicznych. Wkrótce potem na stanowisku MSZ zastąpił go Mehmed Alajbegović. Zdając sobie sprawę z nieuchronnej klęski III Rzeszy, w maju 1944 Lorković ponownie podjął negocjacje z politykami Chorwackiej Partii Chłopskiej, a także szukał kontaktów z Brytyjczykami i Amerykanami. Wspólnie z Ante Vokiciem opracował plan zerwania z Niemcami i przystąpienia do współpracy z Aliantami.
30 sierpnia 1944 w czasie posiedzenia rządu, które odbywało się w willi Pavelicia, Lorković został oskarżony o spisek i umieszczony w areszcie domowym. Po procesie został umieszczony w więzieniu w Koprivnicy, a stamtąd wraz z Vokiciem trafił do Lepoglavy, gdzie został rozstrzelany pod koniec kwietnia 1945.

## Twórczość
Lorković pozostawił po sobie bogaty zbiór tekstów publicystycznych, ściśle związanych z jego działalnością polityczną. W latach 1942–1944 opublikowano także jego najważniejsze przemówienia.

## Życie prywatne
Lorković był dwukrotnie żonaty. W 1937 poślubił w Niemczech Wally Marquead, z którą rozwiódł się w 1944. W tym samym roku ożenił się z księżną Nadą von Ghyczy.